# أمير أباد (حومة أبهر)
امیر أباد (بالفارسية: امیرآباد، ابهر) هي منطقة سكنية تقع في إيران في منطقة مركزية ريفية. يقدر عدد سكانها بـ 16 نسمة .